# Просянська селищна рада
Прося́нська се́лищна ра́да — адміністративно-територіальна одиниця та орган місцевого самоврядування в Покровському районі Дніпропетровської області. Адміністративний центр — селище міського типу Просяна.

## Загальні відомості
Просянська селищна рада утворена в 1938 році.
- Територія ради: 6 км²
- Населення ради: 5 102 особи (станом на 1 січня 2013 року)

## Населені пункти
Селищній раді підпорядковані населені пункти:
- смт Просяна

## Склад ради
Рада складається з 30 депутатів та голови.
- Голова ради: Клочко Олексій Іванович
- Секретар ради: Доля Юлія Анатоліївна

### Керівний склад попередніх скликань
| Прізвище, ім'я, по батькові   | Основні відомості                                                                                                 | Дата обрання | Дата звільнення |
| ----------------------------- | --- | ------------ | --------------- |
| Кравченко Володимир Захарович | Селищний голова, 1951 року народження, освіта вища, член Партії регіонів, був головою Ради попереднього скликання | 26.03.2006   | 01.03.2007      |
| Мідянка Олександр Іванович    | Селищний голова, 1960 року народження, безпартійний                                                               | 29.07.2007   | 31.10.2010      |
| Клочко Олексій Іванович       | Селищний голова, 1960 року народження, освіта вища, член Партії регіонів                                          | 31.10.2010   |                 |

Примітка: таблиця складена за даними сайту Верховної Ради України

### Депутати
За результатами місцевих виборів 2010 року депутатами ради стали:

#### За суб'єктами висування
| Суб'єкт висування                 | Кількість обраних депутатів | %    |
| --------------------------------- | --------------------------- | ---- |
| Партія регіонів                   | 18                          | 60   |
| Самовисування                     | 8                           | 26,7 |
| Народна партія                    | 2                           | 6,7  |
| Політична партія «Сильна Україна» | 2                           | 6,7  |

#### За округами
| № округу                          | Прізвище, ім'я, по батькові        | Дата визнання обраним | Освіта  | Партійна приналежність                                      | Відомості про обраного депутата                                                    |
| --------------------------------- | ---------------------------------- | --------------------- | ------- | ----------------------------------------------------------- | ---------------------------------------------------------------------------------- |
| Народна Партія                    |                                    |                       |         |                                                             |                                                                                    |
| 19                                | Макотер Наталія Вікторівна         | 03.11.2010            | вища    | член Народної партії                                        | палац культури, директор                                                           |
| 23                                | Циб Ірина Володимирівна            | 03.11.2010            | вища    | член Народної партії                                        | будинок культури, художній керівник                                                |
| Партія регіонів                   |                                    |                       |         |                                                             |                                                                                    |
| 3                                 | Демешко Олександр Миколайович      | 03.11.2010            | вища    | член Партії регіонів                                        | тимчасово не працює                                                                |
| 4                                 | Новгородський Анатолій Миколайович | 03.11.2010            | середня | член Партії регіонів                                        | Просянський гірничо збагачувальний комбінат, майстер                               |
| 5                                 | Назаров Іван Іванович              | 03.11.2010            | вища    | член Партії регіонів                                        | Просянський гірничо-збагачувальний комбінат, начальник залізничного цеху           |
| 6                                 | Холод Наталія Іванівна             | 03.11.2010            | середня | член Партії регіонів                                        | дитсадок «Колобок», вихователь                                                     |
| 7                                 | Мамян Тамара Іванівна              | 03.11.2010            | вища    | член Партії регіонів                                        | Просянська загальноосвітня школа І-ІІІ ст., вчитель молодших класів                |
| 9                                 | Гулак Вадим Миколайович            | 03.11.2010            | вища    | член Партії регіонів                                        | Просянська загальноосвітня школа І-ІІІ ст., вчитель фізики                         |
| 11                                | Клочко Людмила Іванівна            | 03.11.2010            | вища    | член Партії регіонів                                        | Просянська загальноосвітня школа І-ІІІ ст., вчитель початкових класів              |
| 12                                | Єрмаков Дмитро Іванович            | 03.11.2010            | вища    | член Партії регіонів                                        | ТОВ «Проско Ресурси», головний геолог                                              |
| 13                                | Мамян Інна Олександрівна           | 03.11.2010            | вища    | член Партії регіонів                                        | дошкільний навчальний заклад «Колобок», вихователь                                 |
| 14                                | Галенко Валерій Володимирович      | 03.11.2010            | середня | член Партії регіонів                                        | тимчасово не працює                                                                |
| 16                                | Мирошниченко Надія Петрівна        | 03.11.2010            | вища    | член Партії регіонів                                        | Просянська загальноосвітня школа І-ІІІ ст., вчитель хімії                          |
| 17                                | Гавриленко Наталія Іванівна        | 03.11.2010            | середня | член Партії регіонів                                        | приватний підприємець                                                              |
| 21                                | Пільгун Світлана Анатоліївна       | 03.11.2010            | вища    | член Партії регіонів                                        | приватний підприємець                                                              |
| 24                                | Санжаревський Олександр Іванович   | 03.11.2010            | середня | член Партії регіонів                                        | ТОВ «Проско Ресурси», слюсар                                                       |
| 26                                | Доля Юлія Анатоліївна              | 03.11.2010            | вища    | член Партії регіонів                                        | Просянська загальноосвітня школа І-ІІІ ст., вчитель української мови та літератури |
| 28                                | Сердюк Світлана Володимирівна      | 03.11.2010            | вища    | член Партії регіонів                                        | Просянська селищна рада, землевпорядник                                            |
| 29                                | Третякова Ліна Григорівна          | 03.11.2010            | вища    | член Партії регіонів                                        | Просянська загальноосвітня школа І-ІІІ ст., вчитель географії                      |
| 30                                | Кравченко Лариса Борисівна         | 03.11.2010            | вища    | член Партії регіонів                                        | дошкільний навчальний заклад «Колобок», вихователь                                 |
| Політична партія «Сильна Україна» |                                    |                       |         |                                                             |                                                                                    |
| 1                                 | Курган Ірина Федорівна             | 03.11.2010            | вища    | член Політичної партії «Сильна Україна»                     | автозаправна станція, оператор                                                     |
| 8                                 | Сайгак Ігор Анатолійович           | 03.11.2010            | вища    | член Політичної партії «Сильна Україна»                     | ПАТ «Дніпропетровськ-газ», майстер                                                 |
| Самовисування                     |                                    |                       |         |                                                             |                                                                                    |
| 2                                 | Переяславський Олександр Іванович  | 03.11.2010            | вища    | позапартійний                                               | приватний підприємець                                                              |
| 10                                | Василенко Тетяна Василівна         | 03.11.2010            | вища    | позапартійна                                                | дошкільний навчальний заклад «Колобок», завідувачка                                |
| 15                                | Черваньова Алла Дмитрівна          | 03.11.2010            | вища    | позапартійна                                                | Просянська бібліотека, завідувачка                                                 |
| 18                                | Мазурок Любов Михайлівна           | 03.11.2010            | вища    | член Політичної партії Всеукраїнського об'єднання «Громада» | приватний підприємець                                                              |
| 20                                | Демченко Юрій Дмитрович            | 03.11.2010            | вища    | позапартійний                                               | тимчасово не працює                                                                |
| 22                                | Федоренко Валентина Олексіївна     | 03.11.2010            | вища    | член Партії регіонів                                        | ВАТ «Ощадбанк» Просянське відділення, старший контролер                            |
| 25                                | Казюка Надія Олександрівна         | 03.11.2010            | вища    | позапартійна                                                | будинок культури, завідувачка дитячого сектору                                     |
| 27                                | Бєлова Оксана Анатоліївна          | 03.11.2010            | вища    | позапартійна                                                | ТОВ «Проско Ресурси», менеджер                                                     |